# 謝植剛
謝植剛，贵州遵义人，中国近代政治人物。
毕业于遵义三中。民国21年（1932年），擔任中华民国遵义府婺川縣縣長。后由張志清接任。